# ロマンティック・キラー
『ロマンティック・キラー』は、百世渡による日本の漫画作品。恋愛機会のない男女に恋人を作ろうとする魔法使いの策謀により、不本意な形でラブコメディーのような日常を強いられることになったヒロインが、異性とのロマンスを避けるために奮闘するさまを描く。ウェブコミック配信サイト『少年ジャンプ+』（集英社）にて、2019年7月30日から2020年6月2日まで連載された。

## 沿革
2018年9月23日「LINEマンガ インディーズ」で公開され、2019年3月1日「第1回 LINEマンガ大賞」で銀賞を受賞。
その後2018年12月26日「ジャンプルーキー！」でも公開され、2019年5月24日「第2回ジャンプ縦スクロール漫画賞」で大賞を受賞。それにより2019年7月30日から『少年ジャンプ+』での連載が開始された。単行本第1巻発売後の2020年1月に打ち切りという形での連載終了が内定するが、作者が最低限描きたかった内容には決着がつく形で2020年6月2日の完結を迎え、連載終了後から間を置かずしてアニメ化が内定した。
アニメ版は2022年10月27日にNetflix独占配信のWebアニメとして、全12話が一挙配信された。
2025年6月24日に実写映画化が発表され、同年12月12日に公開予定。

## あらすじ
恋愛とは縁遠い、「非ヒロイン属性」と形容されるような日常を送っていた女子高生、星野杏子の前に、魔法界の使者として現れた魔法使いリリ。リリが言うには、魔法界は子供たちに夢と希望を与えて純粋な心をエネルギーとして回収することで成り立っていたが、人間界の少子化によりサイクルが回らず困窮しているという。少子化の原因が男女の恋愛機会の減少にあると考えた魔法界によって、少子化問題対策プロジェクトの被験者として無作為に選ばれた杏子には、強制的にイケメンたちとのラブ展開が起こる少女マンガのような生活が課せられる。
杏子は魔法界に理不尽なやり方に憤慨して反発し、プロジェクトを失敗させて元の生活を取り戻そうとする。しかし杏子の身の回りでは、近所のイケメンが台風で部屋が水没したために同居を求めてきたり、見知らぬ幼馴染が毎朝起こしに来るようになったり、パンをくわえながら自動車通学していたイケメンの高級車に轢かれそうになったりと、少女漫画の表層をなぞったようなアクシデントが次々起こるようになる。

## 登場人物
主な男性キャラクターの姓は曜日に由来。声の項はWebアニメの声優。
星野 杏子（ほしの あんず）
声 - 高橋李依
本作の主人公。ゲーム、チョコ、猫を「三大欲求」と称してこよなく愛し、色恋沙汰とは無縁な生活を送っていた高校1年生の少女。異性との恋愛を煩わしく思っており、リリや魔法界の計画を頓挫させて元の生活を取り戻すため、リリが次々と押しつけてくる少女漫画的なシチュエーションを回避しようと奮闘する。面倒見が良く困っている友人を放っておけない性格だが、友人が望んでいないことは別の友人の頼みでも聞き入れられないのが信条で、リリに対しては辛辣。
一人称は「私」。ゴキブリが苦手。リリにより、自分が巻き込まれている魔法界のプロジェクトのことを口外しようとすると、下痢で腹痛になる呪いをかけられている。がさつで色気がないが、きっぷが良く侠気があり、男たちからはキラキラした格好良い女性として見られている。
リリ
声 - 小松未可子
日本担当支部の謎の魔法使い。一人称は「僕」。性別はない。普段はとんがり帽子とマントを身につけたマスコットキャラクターのような外見で、幻覚の魔法により杏子にしか存在や会話の内容を認識されないが、人前に姿を現すときには金髪の少女または少年の姿に変身できる。少女に変身する時は伏木リリ（ふしぎ リリ）、少年に変身するときは伏木リオ（ふしぎ リオ）という偽名で、杏子のいとこの双子兄妹という肩書きを詐称する。
魔法界のエネルギー不足解消のために可決された少子化問題対策プロジェクトを実行するため、被験者第1号の杏子に恋愛をさせようと、杏子が恋愛よりも大事にしていたゲーム、チョコ、猫を没収し、魔法を使ってイケメンとのラブ展開を仕掛けていく。デリカシーがなく、調子よく自分の都合だけを押しつけ、杏子を恋愛関係に導くためのシチュエーションも強引で雑なため、杏子からは憎たらしく思われているが、杏子から拒否されても殴られてもへこたれず、張り付いたような笑顔を絶やさない。一応、リリなりの倫理観や基準があって相手候補や状況を選んでいるとされるが、杏子からは人の心がわからない奴だと思われている。
魔法は杏子の恋愛以外で使うことはできない。しかし優花菜によって司や杏子の生活が脅かされた時は、冷酷な表情を浮かべ記憶を魔法で完全に消した。タブーとされていた魔法を使ったことで杏子の担当を外され、人間世界に戻ることができないように地底で一生涯労働に勤しむという刑を下された。だが「僅かでも恋愛対象とみなせば、その恋を引き裂くのはおかしいだろう」と杏子がケイトに詰め寄ったため、担当に再度戻ることになった。
香月 司（かづき つかさ）
声 - 梅原裕一郎
杏子の同学年のクール系美少年。1年7組。学校で女性ファンが多い。リリの策略により様々な不運に見舞われ、杏子とルームシェアするように仕向けられる。飲食店でアルバイトをしており料理が得意。
実は中学生の時にストーカー被害に遭ったトラウマを抱えており、女性恐怖症。極端な男性優位主義者である父親から、それは男として恥であるという意識を刷り込まれており、言い寄ってくる女性たちには事情を明かせず冷淡な態度を貫いているが、その態度がかえって周囲の女性たちを熱狂させている。自分に異性としての興味を示さず友人の距離感を維持しようとする杏子に「変なヤツ」として興味や安心感を抱くようになる。長きにわたり優花菜に苦しんでいたが、杏子やリリの力で女性恐怖症から脱した。
速水 純太（はやみ じゅんた）
声 - 梶原岳人
杏子の同学年の爽やか系美少年。野球部所属で幼なじみの設定。努力家でお人好し。リリの策略により杏子の用心棒として、司と共々同居するよう仕向けられる。
杏子からは「リリの魔法によって洗脳され、杏子のことを昔から好意を寄せていた幼馴染だと思い込まされている」と誤解され、そのことを不憫に思われているが、実は本当の幼馴染。幼いころは現在とは別人のような容姿で、あだ名の「トンタ」で呼ばれていた。リリの魔法により、高校入学後から既に杏子との運命的な再会を済ませて親密な関係を取り戻しているという記憶を捏造されており、本当の幼馴染であることに気がつかないまま話を合わせようとする杏子とのズレた会話を繰り広げる。
186cmの大柄だが、杏子同様にゴキブリが苦手で司から「図体だけかよ」と突っ込まれていた。ただ一方で杏子に対する思いは強く、優花菜の差し金で杏子が危険な目に遭った時は「もし野球を諦めることになっても、俺は杏子を守る」と固い決意を見せていた。
小金井 聖（こがねい ひじり）
声 - 花江夏樹
杏子の同学年のセレブ美少年。1年8組。度を超した大金持ちで、フードクレストマークの立った黒塗りのセダンで通学している。世俗の一般常識に疎く、女性は皆、自分に好意を持っていると勘違いしている所がある。
自分に異性としての興味を示さず、自分の態度を面と向かって批判してきた杏子に興味を抱くようになり、庶民の生活を学ぶため、杏子と同じアルバイト先で働き始める。優花菜のおじとは家柄で付き合いがあり、「友人に手をあげた時はどうなるかわかっているか」と圧力をかけることで、二度と司や杏子に危害を与えないように約束させた。
高峯 咲姫（たかみね さき）
声 - 石見舞菜香
杏子の親友。容姿秀麗な美少女だが、中学生のころの恋愛で不快な体験をして杏子に庇ってもらった過去があり、男性との恋愛から距離を置いている。男性からのセクハラには下ネタでやり返す。
恋愛に興味がなくても、容姿目当ての異性が常に寄ってきて恋人を作る機会に事欠かないという理由から、リリからは計画の対象外として扱われている。
咲姫の兄
声 - 初村健矢
真面目な咲姫と違って遊び人。父親がいない間、友人や女友達を連れ込み「杏子のところに行けば？」と咲姫を遠巻きにあしらったため、父親に告げ口された上に杏子の怒りを買っていた。優花菜の雇ったチンピラの一人が自分の後輩だったため、「教育が必要だ」と脅しをかけていた。
咲姫の父
声 - 平林剛
強面な上にスキンヘッド。兄によって追い出された咲姫から事情を知った時、スマホにヒビが入るほど怒りを露わにしていた。
織田 真斗（おだ まこと）
声 - 下野紘
司の親友。無愛想な司とは対照的に愛想が良い。
原作者の百世渡によれば、恋愛相手としては刺激が足りないが結婚相手としては理想的、という位置づけの男性で、男運に恵まれない咲姫を、物語の終盤で救済する役割が当初から意図されていたとされる。
柏木 玲菜（かしわぎ れな）
声 - 近藤玲奈
司のクラスメイト。司に好意を寄せ、食事の際にも勝手についてきたりするが、司本人からは迷惑に思われている。杏子をライバル視するが、無害と分かると掌を返し、司と親密になるために利用しようとする。
前園 雪花（まえぞの ゆきか）
声 - 田中那実
玲菜の友人。玲奈と二人一組で行動を共にする。
土屋（つちや）
声 - 津田健次郎
聖の執事で、彼の通学車の運転手兼ボディーガード。常に黒服で黒いサングラスをかけている。聖のことを気にかけており、杏子との仲を案じる。
龍矢（りゅうや）
声 - 村田太志、小鹿なお（幼少時）
杏子や純太の幼馴染。ひねくれ者。杏子らとは別の高校に通学する。実は杏子のことが好きで、純太に嫉妬していたが、杏子からは恋愛対象外に見られている。かつて杏子のことを諦めきれないまま、複数の異性の間をフラフラしていた時期があり、旧友たちの間では二股男という悪評が立っている。同窓会で純太に再会し、その際に「努力したヤツが優越感に浸って何が悪い」と杏子から一喝され、純太と和解した。以降は仲間思いであり、優花菜の差し金で杏子が危険な目に遭った時は、「お前には野球部があるんだから手を出すな」と純太を気遣っていた。
香月 愛里紗（かづき ありさ）
声 - 井上麻里奈
司の姉。弟の司のことを案じており、ストーカー被害に無理解な父親に反発している。
両親の離婚に賛成しており母親についていくつもりでいるが、自分の名前と母方の姓との語呂が悪いのが悩み。
岸 優花菜（きし ゆかな）
声 - 日笠陽子
司を中学生の頃から付け回すストーカー。職場でいじめに遭い、鬱に近い精神的なダメージを負っていた。そんなある日、司に落としたカバンを拾ってもらったことをきっかけに、はるかに年下の司に対して「自分とは相思相愛だが、周囲に妨害されている」という妄想を抱いて執着し、杏子を邪魔者としてつけ狙う。かつて中学生の頃の司に高額なプレゼントを匿名で送りつけたり、住居に不法侵入して飲食物に睡眠薬を混入させたり、SNSで虚偽の内容を拡散したりして、司を恐怖に陥れた。彼女の主張を全面的に信用する母親と、多少の罪状をもみ消せる権力を持った警察関係者の叔父がいる。ストーカー被害に無理解な司の父親からは、司が毅然と対応すれば追い返せる相手と思われている。杏子にかくまっていると知ってからは、執拗に杏子の命も狙うようになった。チンピラを雇ってケガを負わせようとするだけでなく、しまいには杏子のバイト帰りを狙って自ら包丁で切りつけた。逮捕されてもなお、独房の中で司のことを考え、周囲の人間を排除しようと考えていた。しかしそれに腹を立てたリリによって記憶を改ざんされ、司や杏子を含めた数年の記憶を失ってしまう。
優花菜の母
声 - 神田みか
ストーカーまがいの行動をとる娘に頭を悩ませている。その都度、兄によって助けを請うが聖の圧力がかかって以降は見放され、娘を独房に入れたまま何も出来なくなってしまう。
モモヒキ
杏子が恋人のように可愛がっていた、茶ブチの飼い猫。物語の冒頭、リリの魔法により唐突な「アメリカへの転勤」が決まった郵便局員の父親や母親に連れられて別居する。その後も杏子がリリの計画を諦めさせ、元の生活を取り戻そうとするモチベーションの源として常々言及される。
G
杏子の自宅に出没する不快害虫。杏子いわく「名前を言ってはいけないあの人」。そのままの姿で描くのは見苦しいという理由から、劇中では一貫してスイーツ（イチゴショートケーキ、チョコレートケーキ）の姿に変換して描かれる。
杏子にとっては激しく取り乱して家から逃げ出すほど苦手な存在。少女漫画的なシチュエーションを目論むリリの魔法により差し向けられる。司は退治が得意だが、純太は苦手。かつては杏子の母やモモヒキが退治していた。
ケイト
声 - 三森すずこ
終盤に登場。杏子の担当を降ろされることになったリリの後任者の魔法使い。うっかり者で、幻覚の魔法を自分にかけ忘れ、杏子以外の人間に正体を露見してしまう。
原作漫画ではリリの色違いのような姿をしている。Webアニメ版ではリリとの区別を明確にするため、細部の意匠が変更された。
サヨナラも言わずに姿を消したリリを呼び出すよう杏子から言われ、ボーナスカットを条件に呼び出した。加えてさらなるボーナスカットを覚悟し、リリに担当を戻すよう仕向けた。Webアニメ版の結末では、担当を外れて以降、優花菜らしき人物（表情はうかがえず後ろ姿）の担当につくことになったことが示唆される。
星野 美代子（ほしの みよこ）
声 - 小林優子
杏子の母。単身赴任中の夫について行ったため、普段は家にいない。見た目以上にノリは軽く、人とズレた考え方をする。杏子から自分の下着が盗まれそうになったと聞いて、「自分もまだまだいけるかも」とはしゃいでいた。
杏子の父
声 - 星野充昭
郵便局員にもかかわらず転勤が決まり、妻とモモヒキを連れて家を離れてしまった。一方で親バカの一面もあり、杏子がケガをした時は大急ぎで戻ってきた。娘以上に猫好きであり、書斎は猫グッズでいっぱい。
純太の母
声 - 上田晴美
下着泥棒に入られた杏子を気遣い、純太を置くことを決意。美代子とは「みよちゃん」と呼ぶ合うほど仲良し。
司と愛里紗の父
声 - 星野充昭
ストーカー行為にあった司の心配をよそに、世間体ばかりを気にしている。愛里紗からも「性格がクソ」と言われる始末。杏子がケガをした際は警察署に現れ謝罪するも、「息子が悩んでいた時、文句を言って追い打ちをかけることが正しい対応か？」と杏子から言われ、何も答えられないでいた。
司と愛里紗の母
声 - 大井麻利衣
父親とは正反対で司のことを気にしている。一方で、司が居候している杏子に対して信頼を置いている。
ソータ
声 - 柳晃平
カッツン
声 - 岩中睦樹
あみん
声 - 依田菜津
りぽりん
声 - 清水彩香
いずれも龍矢や純太、杏子の小学生時代からの友人。
森
声 - 安田陸矢
咲姫や杏子の中学時代の先輩であり、咲姫が恋愛に距離を置くきっかけを与えた元凶。当初は優しく下級生からも慕われていた。咲姫とは委員会で知り合い、「試しに付き合わないか？」と誘う。最初は宣言した通り付き合うまで手すら握ろうとしなかったが、「勉強会をしよう」と咲姫を家に誘って油断したところで手を出そうとした。しかし抵抗した咲姫から辞書で殴られ、腹いせに「別れ話が不服で家に押しかけられ暴力を振るわれた」と出任せを言いふらす。孤立させようと考えた矢先、杏子から「言い返せないと思ってたなら、なめるな」と逆に脅される。
杏子の脅し以降は姿を見せなかったものの、夏祭りで再会する。しかし再会も束の間、咲姫を咄嗟にそばにいた真斗が連れ出してしまう。

## 書誌情報
連載版では縦スクロール形式でのコマ割りであった構成を、日本の漫画で一般的な右綴じのコマ割りへと再構成した、フルカラーの電子書籍版が発売された。紙書籍版は当初、第1巻のみが電子書籍版と同時発売されただけで、第2巻以降は発売されなかったが、2022年10月4日にはWebアニメ版の配信を機に全4巻が発売された。
- 百世渡『ロマンティック・キラー』 集英社〈ジャンプ・コミックス〉、全4巻
  - デジタルカラー版
    1. 2019年12月4日発売[43]
    2. 2020年3月4日発売[44]
    3. 2020年8月4日発売[45]
    4. 2020年9月4日発売[46]

  - 紙版
    1. 2019年12月4日発売[47]、ISBN 978-4-08-882164-1
    2. 2022年10月4日発売[48]、ISBN 978-4-08-883326-2
    3. 2022年10月4日発売[49]、ISBN 978-4-08-883327-9
    4. 2022年10月4日発売[50]、ISBN 978-4-08-883328-6

## Webアニメ
2022年10月27日にNetflixにて、原作漫画の冒頭から結末までのストーリーに沿った内容が、全12話一挙配信という形で配信された。

### スタッフ
- 原作 - 百世渡[12]
- 監督 - 市川量也[12]
- シリーズ構成 - 大場小ゆり[12]
- 脚本 - 大場小ゆり、福田裕子[12]
- キャラクターデザイン - 松浦有紗[12]
- 音楽 - 川崎龍、狐野智之[12]
- アニメーション制作 - ドメリカ[12]
- 企画・製作 - Netflix[12]

### 主題歌
「ROMA☆KiRA」
YURiKAによるオープニングテーマ。
「Romantic Love〜恋愛しませんか?☆〜」
リリ（小松未可子）によるエンディングテーマ。

## 実写映画
2025年12月12日に公開予定。監督は英勉、主演は上白石萌歌と高橋恭平、木村柾哉、中島颯太の4人。

### キャスト（実写映画）
- 星野杏子：上白石萌歌
- 香月司：高橋恭平（なにわ男子）
- 速水純太：木村柾哉（INI）
- 小金井聖：中島颯太（FANTASTICS from EXILE TRIBE）

### スタッフ（実写映画）
- 原作：百世渡『ロマンティック・キラー』（集英社「ジャンプ コミックス」刊）
- 監督：英勉
- 脚本：山岡潤平[10][51]
- プロデューサー：今井翔大[9][10]
- 配給：東宝[10][51]
- 制作プロダクション：TOHOスタジオ、ダブ[10]
- 製作：「ロマンティック・キラー」製作委員会

## コラボレーション・クロスオーバー作品
2020年2月25日には、本作と同じウェブコミック配信サイト『少年ジャンプ+』で同時期に連載されていた、LINKと宵野コタローによる漫画『終末のハーレム』とのコラボレーションエピソードが『少年ジャンプ+』上に掲載され、本作の単行本第3巻巻末に収録された。リリの夢の中で杏子が、『終末のハーレム』の男女が逆転した世界を体験するという内容。両作品の担当編集者が同じであることから実現した。
2022年10月27日には、『少年ジャンプ+』で連載されているサクライタケシによレポートる漫画『すすめ!ジャンプへっぽこ探検隊!』で、本作のWebアニメ版の配信開始日に合わせたアフレコレポート漫画が掲載された。